# Diego Rivera (film)
Diego Rivera è un documentario cortometraggio del 1980 diretto da Emilio Cardenas Elorduy e basato sulla vita del pittore messicano Diego Rivera.